# Imperial Theater

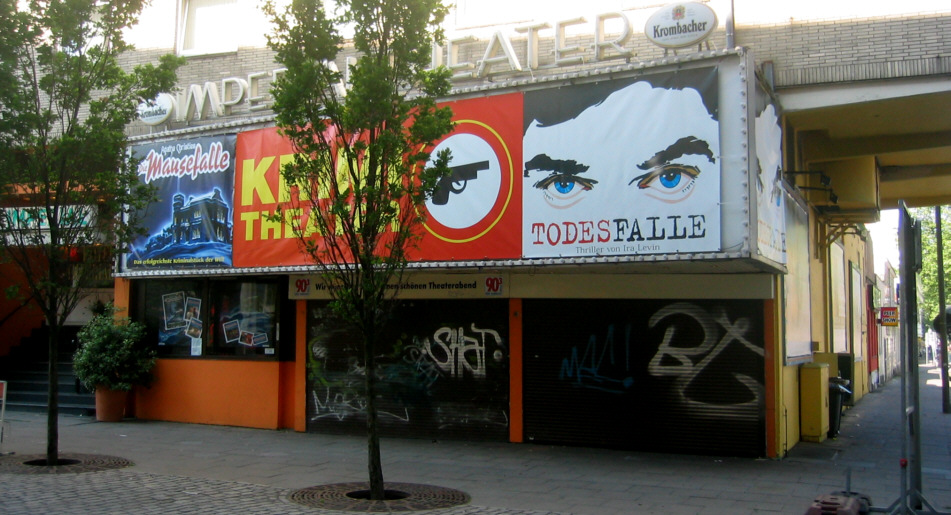
Imperial Theater

Das Imperial Theater ist ein Theater in einem ehemaligen Kino in Hamburg.

## Geschichte
Das Theater wurde am 19. August 1994 in einem ehemaligen Kino und späteren Pornokino eröffnet. Mit seinen 277 Plätzen hat sich das Imperial Theater aufgrund seiner Musicals (u. a. Grease, Rocky Horror Show, Hossa!), Weihnachtsaufführungen (Der Zauberer von Oz, Cinderella, Räuber Hotzenplotz) einen Namen unter den deutschen Theatern gemacht und ist zu einem festen Bestandteil der Hamburger Kulturszene geworden. Das Theater geht auf einen im Jahr 1956 eröffnetes Non-Stop-Aktualitätenkino zurück. 1957 wurde es als Imperial zum Programmkino umgewandelt. Am 27. Juni 1963 startete es als 360°-Kino unter dem Namen Cinemarium. Aufgrund mangelnden Erfolgs wurde es 1966 verkauft und als Neues Imperial wieder eröffnet, doch auch dieses Konzept war nicht erfolgreich. 1972 wurde es zum Sexkino Imperial und 1980 zum PAM-Kino. 1983 wurde das Kino erneut verkauft und bis 1993 ebenfalls als Pornokino unter dem Namen Movie-Star betrieben.

## Produktionen
Seit dem 15. März 2003 wurde der programmatische Schwerpunkt des Theaters klar auf Krimis gelegt. Daher bezeichnet man sich mittlerweile auch als „Hamburgs Krimitheater“. Zu Publikumsrennern entwickelten sich die Bühnenadaptionen der Kriminalromane von Edgar Wallace, darunter „Das indische Tuch“ (2004), „Der Rächer“(2004), „Der Hexer“ (2005), „Der Unheimliche“ (2006), „Der grüne Bogenschütze“ (2007), „Der schwarze Abt“ (2008), „Der Engel des Schreckens“ (2009), „Die seltsame Gräfin“ (2010) und „Der unheimliche Mönch“ (2011). Daneben werden aber auch Stücke von Agatha Christie (Die Mausefalle) und Alfred Hitchcock (Bei Anruf Mord) aufgeführt.
Im Maritim Hotel Reichshof ist seit 2008 die zweite Spielstätte eröffnet: Im historischen Speisesaal findet der „Krimi-Salon“ statt, bei dem der Zuschauer während einer Menüfolge mitten im Theatergeschehen sitzt, während direkt neben ihm der oder die Täterin entlarvt wird.
Den Spielplan ergänzen zudem zahlreiche Gastspiele wie der Quatsch Comedy Club (bis 2003 insgesamt acht Jahre lang), Jan-Christof Scheibe, dem Improtheater Steife Brise sowie Buddy Reloaded. Beim jährlich stattfindenden Reeperbahn Festival treten nationale und internationale Musiker und Bands auf, beim Harbour Front Festival lesen Autoren aus aller Welt aus ihren Werken.